# Roy Orbison
Roy Kelton Orbison (n. 23 aprilie 1936, Vernon⁠(d), Texas, SUA – d. 6 decembrie 1988, Tennessee, SUA) a fost un cântăreț, compozitor și muzician american,  cunoscut pentru vocea sa puternică, un mare registru vocal, respectiv cântece cu structuri complexe și balade întunecate, emoționale. Combinația neobișnuită a făcut ca multi critici să-i descrie muzica ca fiind operatică, poreclindu-l onorific ca The Big O și Caruso.
În timp ce cei mai mulți interpreți de sex masculin din anii 1950 și 1960 au proiectat o masculinitate sfidătoare, multe dintre piesele lui Orbison au transmis vulnerabilitate și o sensibilitate tipică. În timpul spectacolelor sale, Orbison era cunoscut ca stând permanent în picioare și purtând haine negre ca să se potrivească cu parul său intens vopsit în negru și având ochelarii de soare întunecați; toate fiind caracteristice personajului de scenă pe care muzicianul l-a promovat de-a lungul întregii sale cariere.

## Biografie
Născut în Texas, Orbison a început să cânte într-o trupă muzicală de rockabilly și country-and-western în timpul liceului. Prima sa înregistrare a venit de la semnarea unui contract cu Sam Phillips de la Sun Records, în 1956, dar succesul său cel mai mare a venit odată cu asocierea sa cu Monument Records. Între 1960 și 1966, 22 din melodiile sale single au fost menționate în clasamentele Top 40 ale revistei Billboard. De asemenea, Orbison a compus sau a fost co-compozitor a numeroase melodii care au atins clasamentele Top 10, incluzând "Only the Lonely" (1960), "Running Scared" (1961), "Crying" (1961), "In Dreams" (1963) și "Oh" (1964). Din nefericire, curând după aceste succese, muzicianul a fost afectat de numeroase tragedii personale, care i-au afectat creativitatea și disponibilitatea de a concerta; ca atare vânzările înregistrărilor sale au scăzut. 
În anii 1980, popularitatea lui Orbison a revenit, datorită mai ales succesului unora din melodiile sale, care au fost cântate de alți muzicieni în mai multe versiuni de cover. În 1988, Orbison a co-fondat formația Traveling Wilburys, un supergrup rock, împreună cu George Harrison, Bob Dylan, Tom Petty și Jeff Lynne.
În decembrie al aceluiași an, 1988, Orbison a decedat de un atac de cord la vârsta de doar 52 de ani. O lună mai târziu, cântecul "You Got It" (1989), pe care Orbison îl co-scrise cu Lynne și Petty, a fost lansat ca solo devenind primul său single care a ajuns din nou în U.S. Top 10 după 25 de ani de la ultima sa prezență în acel top.